# ماسوری (اوهایو)
ماسوری (به انگلیسی: Masury) یک منطقهٔ مسکونی در ایالات متحده آمریکا است که در شهرستان ترامبل، اوهایو واقع شده‌است. ماسوری ۹٫۵ کیلومتر مربع مساحت و ۲٬۶۱۸ نفر جمعیت دارد و ۲۸۰ متر بالاتر از سطح دریا واقع شده‌است.